# Kevin Eastman
Kevin Eastman, född 30 maj 1962 i Springvale, Maine, är en serieskapare från USA som 1984 tillsammans med Peter Laird startade serien Teenage Mutant Ninja Turtles. Den 1 juni år 2000 köpte Peter Laird och Miragegruppen allt Kevin Eastmans delägande i TMNT-rättigheterna, förutom en liten del som köptes ut den 1 mars 2008.